# Верхоплут
Верхоплут (верхошов) - відноситься до складених (подвійних) швів. Спочатку настеляється основа шва, а потім поверхневі стібки.  Шов виконується справа наліво. 

## Техніка виконання
Робочу нитку закріплюємо з виворітної сторони на місці початку шва. Виводимо голку з робочою ниткою на лицьову сторону. Від місця виколу вверх відраховуємо двітри-чотири нитки піткання між двома паралельними нитками основи, вколюємо голку, повертаємо вліво, набираємо на неї таку ж саму кількість ниток основи і виводимо на лицьову сторону. Від місця виколу вниз відраховуємо таку ж кількість ниток піткання, вколюємо голку, повертаємо вліво, набираємо стільки, як попередньо, ниток основи, виводимо голку на лицьову сторону та знову ведемо її з робочою ниткою вверх для настилу наступного стібка. Таким методом настеляємо стібки до кінця лінії шва. При цьому з лицьової сторони утворюються рівномірні прямі паралельні стібки на однаковій відстані одне від одного. З вивороту утворюються дві горизонтальні паралельні пунктирні лінії з рівних прямих, розміщених на однаковій відстані одне від одного горизонтальних стібків.
Після настилу основи виводимо голку з робочою ниткою у нижньому ріжку першого стібка. За допомогою голки проводимо робочу нитку зліва стібка попід стібок вправо і вверх, зліва другого стібка, попід стібок вправо і вниз ії так поперемінно, до кінця лінії шва.

## Використання у вишивці
Верхоплутом вишивають основні орнаменти, покрайниці основних орнаментів, його використовують як з'єднувальний або оздоблювальний шов. Верхоплут - типова вишивка на комірах та уставках поліських сорочок.

## Верхоплут подвійний (гуцульський)
Настил стібків основи шва виконується знизу вверх. Робочу нитку закріплюємо з виворітної сторони на місці початку шва. Виводимо голку з робочою ниткою на лицьову сторону. Від місця виколу вліво відраховуємо дві нитки, вколюємо голку, повертаємо вверх, набираємо на неї дві горизонтальні нитки (кількість ниток може бути збільшена, але їх число повинне обов'язково бути парним). Виводимо голку на лицьову сторону і вколюємо її вправо через дві вертикальні нитки. Таким способом настеляємо стібки до кінця лінії шва. Останній стібок настеляємо зліва направо. Тканину повертаємо на 1800, набираємо на голку дві горизонтальні нитки, виводимо її у правому ріжку другого стібка нижньої лінії шва і тим же способом настеляємо попарно по два стібки через шість горизонтальних ниток. Утворюється подвійна лінія основи шва, нижня -- із рівних паралельних стібків через дві нитки, верхня -- із таких же стібків, розміщених попарно через два стібки нижньої лінії шва.
Настил верхніх стібків на основу шва виконується зліва направо. Виводимо голку з робочою ниткою на лицьову сторону на одну нитку основи вліво від першого стібка нижнього ряду шва. За допомогою голки проводимо робочу нитку попід стібки основи шва справа наліво і вверх, справа наліво і вниз. Після четвертого нижнього стібка вколюємо голку через одну нитку основи вправо на рівні його нижнього ріжка, повертаємо вліво і вверх і виколюємо по діагоналі через дві нитки піткання і шість ниток основи (це буде через одну нитку основи вліво від крайнього стібка верхнього ряду основи шва). Виводимо голку на лицьову сторону, тим же способом проводимо робочу нитку попід два стібки і вколюємо через одну нитку основи від другого стібка. Повертаємо голку вправо і вниз та виколюємо її по діагоналі через дві нитки піткання і три нитки основи (на місці попереднього виколювання в нижній лінії птва). Таким способом настеляємо поверхневі стібки до кінця лінії шва.
Верхоплутом подвійним (гуцульським) вишивають основні, доповнюючі орнаменти. Його використовують в орнаментах, виконаних мережками, техніками художнього вишивання із повітряним прозором тощо.